# Зайцева Ірина Павлівна
За́йцева Іри́на Па́влівна (нар. 19 червня 1955, селище Поной, Саамський район, Мурманська область, Росія) — український та білоруський громадський та освітній діяч. Доктор філологічних наук Російської Федерації (2003) та України (2009), професор (2010).

## Освіта
1973—1977 — навчалася на філологічному факультеті Луганського державного педагогічного інституту ім. Тараса Шевченка (спеціальність «вчитель російської мови і літератури у середній школі»).

## Трудова діяльність
1972—1973 — працювала вихователем дитячого садка-ясел № 12 м. Луганська
1973—1977 — студентка філологічного факультету Луганського державного педагогічного інституту (ЛДПІ) імені Т. Г. Шевченка
Вересень-грудень 1977 р. — бібліотекар читального залу ЛДПІ ім. Т. Г. Шевченка
1978—1989 — працювала на кафедрі російської мови ЛДПІ ім. Т. Г. Шевченка: викладачем на умовах погодинної оплати (січень-серпень 1978); викладачем на умовах трудової угоди (вересень-жовтень 1978); асистентом (вересень 1978 — листопад 1983); старшим викладачем (листопад 1983 — жовтень 1989)
1989—1990 — викладач кафедри російської та української мов Київського державного медичного інституту ім. О. О. Богомольця
1990—1999 — доцент кафедри російського та загального мовознавства ЛДПІ ім. Т. Г. Шевченка (з 1998 р. — університету)
1999—2002 — докторант кафедри російської мови Московського педагогічного державного університету.
2003—2008 — професор кафедри російського мовознавства і комунікативних технологій Луганського національного університету імені Тараса Шевченка
Серпень 2008 — квітень 2010 — проректор з наукової роботи Луганського державного інституту культури і мистецтв.
Коли вона працювала завідувачем кафедри соціально-гуманітарних дисциплін Луганського інституту культури і мистецтв, перевела викладання дисциплін «Історія України» та «Історія української культури» з української на російську мову, на чому не зупинилася і запропонувала філологам викладати українську мову російською, залишивши українською тільки приклади.
З 12 квітня 2010 по 7 січня 2011 року — заступник Міністра освіти і науки України (за часів міністра Дмитра Табачника).
З 5 січня 2011 року — директор Українського центру оцінювання якості освіти. Звільнена з цієї посади 23 березня 2014 року за одноразове грубе порушення трудових обов'язків (пункт 1 частини першої статті 41 Кодексу законів про працю України).
2014—2016 — професор кафедри російської мови Національного педагогічного університету імені М. П. Драгоманова. Близько 200 представників української інтелігенції написали відкритий лист до ректора Київського педагогічного університету та міністра освіти з проханням звільнити «агресивну українофобку і корупціонерку». Зайцева була звільнена і переїхала до білоруського Вітебську, де з 2017 очолює кафедру іноземних мов Вітебського державного університету.

## Громадська діяльність
З 1998 р. — заступник голови Луганського обласного відділення Української асоціації викладачів російської мови та літератури.
З 2004 р. — керівник департаменту освіти громадської організації «Луганський обласний російський центр».
У березні 2006 р. обрана депутатом Луганської обласної ради.
Член Партії регіонів.
Активний поборник російської мови в Україні, виступала за двомовність і активне впровадження російської мови в освіту, зокрема виступала за відміну проходження ЗНО виключно українською мовою. Сама українську не вживає і допускає помилки при вживанні російської мови. Виступала проти націонал-патріотичного виховання української молоді.
У червні 2016 року взяла участь в конференції «Російська мова в полікультурному світі», що проходила в окупованому Криму.

## Наукова діяльність
Фахівець у галузі російської філології. Коло наукових інтересів: проблеми дослідження художнього мовлення, драматургічний дискурс як феномен, лінгвокультурні засади перекладу, комунікативна лінгвістика, психолінгвістика, теорія та прикладні аспекти сучасної російської мови, ономастика, проблеми російської мови у зіставленні з українською мовою.
Має понад 220 публікацій, серед яких: 2 наукові монографії, 4 навчально-методичних посібники, понад 190 наукових статей.
Під науковим керівництвом Зайцевої підготовлено та захищено 12 кандидатських та 2 докторських дисертації. В 2015 році Ірина Зайцева була науковим консультантом Алли Зернецької — сестри першої леді України Марини Порошенко.
Член редакційних колегій збірників наукових праць «Східнослов'янська філологія», «Обрії сучасної лінгвістики», «Система і структура східнослов'янських мов».
Член президії Української асоціації викладачів російської мови і літератури.
Член спеціалізованої ради Д 001.001.01 по захисту докторських (кандидатських) дисертацій Луганської державної академії культури і мистецтв ім. М. Мотусовського (ЛНР).

## Нагороди
- Медаль «За заслуги перед Луганщиной» III ступеня (2010)
- Почесна грамота Головного управління Державної служби України (2010)
- Медаль «За сприяння протидії правопорушенням у дитячому середовищі» МВС України
- Нагрудний знак «За наукові досягнення» (2011)
- Лауреат Всеукраїнської премії «Жінка ІІІ тисячоліття» в номінації «Рейтинг» (2012).

## Сім'я
Син — Ткачук Олексій Аркадійович (нар. 1 серпня 1991 р., Луганськ)